# Janomima deduplicata
Janomima deduplicata är en fjärilsart som beskrevs av Embrik Strand 1911. Janomima deduplicata ingår i släktet Janomima och familjen Eupterotidae. Inga underarter finns listade i Catalogue of Life.